# Тут-Халтуй
Тут-Халту́й — село в Ононском районе Забайкальского края России. Административный центр сельского поселения «Тут-Халтуйское».

## География
Село находится в западной части района, на правом берегу реки Онон, вблизи места впадения в неё реки Ангатуй, на расстоянии примерно 68 км (по прямой) к западу-юго-западу (WSW) от села Нижний Цасучей. Абсолютная высота — 681 м над уровнем моря.
Климат
Климат характеризуется как резко континентальный, с продолжительной морозной зимой и коротким тёплым летом. Среднегодовая температура воздуха составляет −1,8 — −1,4 °С. Средняя многолетняя температура самого холодного месяца (января) составляет −26 — −24 °С (абсолютный минимум — −52 °С), температура самого тёплого (июля) — 18 — 20 °С (абсолютный максимум — 40 °С). Среднегодовое количество осадков — 200—400 мм.
Часовой пояс
Село Тут-Халтуй находится в часовой зоне МСК+6. Смещение применяемого времени относительно UTC составляет +9:00.

## История
Село основано в XVII—XVIII веках. В 1851—1920 годах — посёлок в составе станицы Дурулгуевской 2-го военного отделения Забайкальского казачьего войска. В 1929 году были образованы сельскохозяйственные артели «Индустрия» и «Вперёд», объединённые в 1931 году в колхоз им. С. М. Кирова.

## Население
| 1953 | 1989 | 2002 | 2010 | 2021 |
| ---- | ---- | ---- | ---- | ---- |
| 258  | ↗739 | ↘582 | ↘488 | ↘383 |

Половой состав
По данным Всероссийской переписи населения 2010 года, в гендерной структуре населения мужчины составляли 50,4 %, женщины — соответственно 49,6 %.
Национальный состав
Согласно результатам переписи 2002 года, в национальной структуре населения русские составляли 98 % из 582 чел.

## Улицы
| - ул. Луговая, - ул. Молодёжная, | - ул. Победы, - ул. Школьная. |

## Инфраструктура
В селе функционируют средняя общеобразовательная школа, детский дом и фельдшерско-акушерский пункт.